# Battlefield 2142
Battlefield 2142 ist ein von Digital Illusions CE entwickeltes Computerspiel, das zum Ego- und Taktik-Shooter-Genre gehört. Es ist das fünfte Spiel der Battlefield-Reihe.
Auf einer erweiterten Battlefield-2-Engine basierend, führt Battlefield 2142 die Kriegsserie in einem futuristischen Szenario im Jahr 2142 fort – dem Kampf zwischen der Europäischen Union (EU) und einer Pan-Asiatischen Koalition (PAC) um die letzten Ressourcen und bewohnbaren Flächen der Erde, nachdem eine neue Eiszeit angebrochen ist.
Die Unterstützung für den Online-Mehrspieler-Modus endete am 30. Juni 2014 aufgrund der Insolvenz von GameSpy. Mithilfe einer von der Community modifizierten Version lässt sich das Spiel jedoch weiterhin auf Multiplayer-Servern spielen.

## Spielprinzip
Battlefield 2142 enthält neben dem bisherigen Conquest-Modus den neuartigen Titan-Modus. Als Titan wird dabei ein riesiges Schlachtflugschiff bezeichnet. Beide Teams müssen das jeweils eigene Schiff verteidigen, gleichzeitig aber versuchen, das gegnerische zu zerstören, um zu gewinnen. Es kann entweder durch Raketen aus Raketensilos oder durch „Entern“ und Vernichten des Reaktors zerstört werden. Die Raketensilos müssen wie die Kontrollpunkte in anderen Spielmodi eingenommen werden und feuern in bestimmten Zeitabständen (alle zwei Minuten) Raketen ab, die zuerst den Schild des Titanen zerstören und danach die Hülle. Feindliche Einheiten können das Schiff erst dann betreten, wenn der Schild zerstört ist.
Insgesamt gibt es vier Klassen, die mit je zwei freischaltbaren Waffen und acht Gegenständen (Unlocks) auf ein Einsatzgebiet spezialisiert werden können. Um diese Ausrüstungen freizuschalten, muss der Spieler einen Rang aufsteigen: Jeder Punkt, sei es durch Eroberung einer Flagge oder das Eliminieren von Gegnern, wird von einem EA-Masterserver registriert. Sobald die nötige Punktzahl erreicht wurde, wird der Spieler befördert. Durch spezielle Taten im Spiel, z. B. dem erfolgreichen Fliehen aus einem explodierenden Titanen, werden Abzeichen und Auszeichnungen vergeben, welche wiederum viele Punkte einbringen. Sobald die Spielerweiterung Northern Strike auf dem jeweiligen Account registriert wurde, besteht zudem die Möglichkeit, durch den Erwerb spezieller Medaillen und Ehrenspangen ein Unlock zu ergattern.

## Boosterpack

Logo von Northern Strike

Am 8. März 2007 erschien das Boosterpack Northern Strike. Es enthält drei neue Karten, einen neuen Spielmodus „Angriff“, zehn neue Unlocks, Auszeichnungen, sowie zwei neue Fahrzeuge. Das erste neue Fahrzeug ist der „Goliath“ (EU), eine Art Mannschaftstransporter, der Platz für bis zu fünf Soldaten bietet. Als Bewaffnung dienen ein Minenwerfer, der die bekannten „Motion Mines“ verschießt, MGs und ein Schrotgewehr, außerdem repariert der Goliath sich und andere Fahrzeuge in seiner Umgebung selbstständig. Der „Speedster“ (PAC) ist ein schnelles Angriffsfahrzeug, das ähnlich wie der PAC-Panzer keinen konventionellen Antrieb wie Ketten oder Räder hat, sondern schwebt. Als Bewaffnung dient für den Fahrer ein MG und für den Mitfahrer ein schnell nachladender Granatwerfer und ein Geschütz, das lenkbare Raketen zur Fahrzeugabwehr abfeuert.
Das Boosterpack ist, wie schon bei Battlefield 2 üblich, nur als Download über die Software EA Link verfügbar. Die dazu nötige Seriennummer kann auch im Handel erworben werden.
Mit dem Patch 1.51, der im Februar 2011 veröffentlicht wurde, wurde das Boosterpack kostenlos in das Hauptspiel integriert und ist somit für alle Spieler verfügbar.

## Kritik
Mit Battlefield 2142 wurde zum ersten Mal in der Reihe die sogenannte dynamische In-Game-Werbung eingeführt. Hierbei wird ein Programm installiert, das beim Spielen im Onlinemodus Daten an einen Server der IGA Worldwide Inc. sendet. Laut Aussagen von Electronic Arts handelt es sich bei den Daten um die anonymisierte IP-Adresse sowie Blickwinkel und Blickzeit auf die geschalteten Werbeflächen, mit deren Hilfe Werbekosten präzise abgerechnet werden können sollen. Der genaue Inhalt und Zweck dieser Daten ist jedoch nicht bekannt.

## Rezeption
Die 5 weitläufigen Karten für den Titan-Modus seien gut gestaltet, spielerisch jedoch zu ähnlich und in zu geringer Anzahl vorhanden. Fahr- und Flugzeuge seien im Eroberungsmodus nur selten anzutreffen. Das Design der Waffen erinnere an Alien 2. Trotz des Zukunftsszenarios und des vergleichsweise kleinen Fuhrparks bleibe das typische Spielgefühl der Battlefield Reihe erhalten. Battlefield 2142 befördere das Team-Spiel, die Inszenierung bleibe jedoch steril. Übermächtige Lufteinheiten fehlten, geschicktes Mapdesign mit Schleichwegen für Infanteristen sorgen für ein dynamischeres und wesentlich schnelleres Erlebnis als im Vorgänger. Das Belohnungssystem mit freischaltbaren Gegenständen sei motivierend. Der Titan-Modus sorge trotz komplexer Mechanik für rasante Duelle.